# وليم بتلر
وليم بتلر (بالإنجليزية: William Butler)‏ هو كاتب سيناريو ومخرج وممثل أمريكي، ولد في 1968.

## أعمال

### أفلام
- (1988) يوم الجمعة الثالث عشر الجزء السابع الدم الجديد
- (1990) مجزرة منشار تكساس III[3][4]
- (1996) النيام[5]

## وصلات خارجية
- وليم بتلر على موقع IMDb (الإنجليزية)
- وليم بتلر على موقع ألو سيني (الفرنسية)
- وليم بتلر على موقع أول موفي (الإنجليزية)
- وليم بتلر على موقع قاعدة بيانات الأفلام السويدية (السويدية)
- وليم بتلر على موقع قاعدة بيانات الفيلم (الإنجليزية)
- وليم بتلر على موقع كينوبويسك (الروسية)